# Ensemble à gauche
Pour les articles homonymes, voir EAG.
Ensemble à Gauche (EAG) est une coalition électorale de gauche radicale présente dans les cantons de Genève et de Vaud au niveau municipal (législatif et exécutif) et cantonal (législatif). Ses différentes composantes sont par ailleurs présentes dans les cantons de Fribourg et Neuchâtel. 
Cette dénomination, créée en 2011 à Genève, fait suite à deux précédentes appellations : Alliance de gauche (1993 - 2006) et À gauche toute ! (2006 - 2011).
Les deux structures n'ont aucun lien officiel. Elles portent chacune le même nom mais ne rassemblent ni les mêmes partis cantonaux, ni ne partagent les mêmes statuts.

## Histoire

### Canton de Genève
La gauche « combative » est une force politique qui a une longue histoire à Genève, notamment avec le mouvement communiste et le Parti du Travail. Au fil des années, la force électorale de ce mouvement s'est érodée régulièrement. D'autres mouvements que le Parti du Travail ont fait leur apparition. C'est le cas de solidaritéS, créé en 1992. Ces forces se sont regroupées, avec des indépendants de gauche, dans une alliance électorale pour augmenter leur force électorale et s'assurer d'obtenir le quorum de 7 % des voix. 
De 1993 à 2005 la coalition fonctionne à satisfaction et la formation est présente de manière ininterrompue au Grand Conseil avec 21 sièges en 1993, 19 en 1997 et 13 en 2001. À la suite de divergences, les composantes se présentent sur des listes dispersées en 2005 et en 2009. Les listes passent de justesse en dessous du quorum de 7%, la gauche « combative » genevoise n'est donc pas représentée au Grand Conseil du canton de Genève en 2005, après 60 ans de présence continue. Certains observateurs annoncent la fin des mouvements situés à la gauche du Parti Socialiste Suisse, au vu de leur incapacité à se regrouper. 
En 2007, la gauche radicale part cependant unie aux élections municipales sous le nom d'À gauche Toute! La coalition obtient 11,7% des voix et 10 sièges en Ville de Genève,15.09 % (5 sièges) à Carouge, 7.95% (3 sièges) à Vernier et 10.86% (3 sièges) à Versoix. Rémy Pagani est élu au Conseil administratif de la Ville de Genève Jeanine de Haller à celui de Carouge.
Lors des élections municipales de 2011, la coalition prend le nom d'Ensemble à Gauche et obtient 14,51 % des voix en Ville de Genève, soit 12 sièges sur 80. La coalition est depuis restée unie lors des différentes élections.
Lors des élections cantonales de 2013, Ensemble à Gauche obtient 8,75 % des voix, soit 9 sièges sur 100 au Grand Conseil . 
La coalition se présente à nouveau aux élections cantonales du 15 avril 2018 et obtient 7.83%, soit 9 sièges sur 100 au Grand Conseil.  
Ensemble à Gauche à Genève remporte un siège au Conseil national en octobre 2019, occupé par Stefanie Prezioso après le désistement de Jocelyne Haller. 

#### Partis et mouvements rassemblés sous la coalition
- SolidaritéS (Sol)
- Parti suisse du Travail, section de Genève (PdT)
- DAL (Défense des aînés, des locataires, du logement et du social)

### Canton de Vaud
Lors des élections communales lausannoises de 2016, Ensemble à Gauche est une coalition électorale qui regroupe deux partis (solidaritéS et le POP Lausanne), ainsi que les indépendants. En date du 14 décembre 2016, les représentants des deux partis et les indépendants décident de donner le nom suivant à la liste: Ensemble à Gauche (POP - solidaritéS - indépendant.e.s). La liste présente 72 candidats et obtient 11 des 100 sièges du Conseil communal. Formellement, l'association qui chapeaute cette coalition se nomme "L'association des élus d'ensemble à gauche au conseil communal de Lausanne". En 2021, la coalition augmente sa présence en obtenant 2 sièges supplémentaires lors des élections communales.
Les composantes d'Ensemble à Gauche sont également présentes dans les villes de Vevey et d'Yverdon-les-Bains. À Vevey le parti décroissance alternatives devient la première force politique au niveau municipal depuis 2021 en obtenant 23 des 100 sièges communaux. À Montreux, décroissance alternatives rentre au conseil communal en 2021 avec 7 des 100 sièges. À Yverdon-les-Bains, Solidarité et Écologie, en s'alliant avec les Vert-e-s et les Jeunes Vert-e-s, acquiert 9 sièges sur 100.
Lors des élections cantonales vaudoises de 2017, il est créé une autre association dénommée également Ensemble à Gauche, qui est toutefois différente de l’association de Lausanne. Elle obtient le quorum avec 5 des 150 sièges du Grand Conseil. Aux élections de 2022, Ensemble à Gauche et le POP obtiennent 7 sièges. 

#### Partis et mouvements rassemblés sous la coalition
- solidaritéS
- décroissance alternatives (da.)
- Solidarité & Écologie (S&E)
- Indépendants

Occasionnellement, des apparentements de liste sont effectués avec le POP, notamment aux niveaux communal et cantonal.

## Partis et mouvements de la coalition

### Canton de Genève

#### DAL (Défense des aînés, des locataires, de l'emploi et du social)
Le parti Défense des aînés, des locataires, de l'emploi et du social (DAL) est une association politique genevoise créée en août 2009 après que l'Association de défense et de détente de tous les retraités et futurs retraités (AVIVO) ait décidé de ne pas présenter de liste électorale lors de l'élection au Grand Conseil cette année là. Engagé sur les questions sociales (notamment l'emploi et le logement), le mouvement intègre la coalition Ensemble à gauche dès sa fondation.
En 2016, le DAL rencontre plusieurs difficultés internes et dans sa coalition avec les autres membres d'Ensemble à Gauche. Le mouvement est en effet divisé en deux blocs sur les questions de laïcité : un premier camp prônant une vision strictement laïque tandis qu'un second préfère une approche multiculturaliste. Lors de l'assemblée générale, le président Christian Zaugg est démis de ses fonctions. Cette décision entraîne alors une scission au sein du mouvement : les soutiens de Christian Zaugg décidant la création du Parti radical de gauche,.
Pour les élections cantonales de 2013, le parti est représenté sur la liste Ensemble à Gauche par Christian Zaugg. Lors de l'élection complémentaire au Conseil d'état en 2021, le parti soutient la candidate verte Fabienne Fischer. Pour les élections cantonales de 2023, le DAL est présent au sein du mouvement Ensemble à gauche.

## Résultats électoraux

### Élections cantonales

#### Élections du Grand Conseil genevois[30]
| Année | Liste                               | %    | Sièges  |
| ----- | ----------------------------------- | ---- | ------- |
| 2013  | Ensemble à Gauche (sol - DAL - Pdt) | 8,75 | 9 / 100 |
| 2018  | Ensemble à Gauche (sol - DAL - Pdt) | 7,83 | 9 / 100 |
| 2023  | Ensemble à Gauche (sol - DAL - Pdt) | 3,55 | 0 / 100 |

#### Élections du Grand Conseil vaudois[31]
| Année | Liste                                     | %    | Sièges  |
| ----- | ----------------------------------------- | ---- | ------- |
| 2017  | Ensemble à Gauche (sol - da.) - POP       | 4,52 | 5 / 150 |
| 2022  | Ensemble à Gauche (sol - da. - S&E) - POP | 5,55 | 7 / 150 |